# Oenanthe elliotii
Oenanthe elliotii är en flockblommig växtart som beskrevs av John Joseph Clark. Oenanthe elliotii ingår i släktet stäkror, och familjen flockblommiga växter. Inga underarter finns listade i Catalogue of Life.